# Mittainvilliers-Vérigny
Mittainvilliers-Vérigny es una comuna nueva francesa situada en el departamento de Eure y Loir, de la región de Centro-Valle de Loira.

## Historia
Fue creada el 1 de enero de 2016, en aplicación de una resolución del prefecto de Eure y Loir de 30 de septiembre de 2015 con la unión de las comunas de Mittainvilliers y Vérigny, pasando a estar el ayuntamiento en la antigua comuna de Mittainvilliers.

## Demografía
| Gráfica de evolución demográfica de Mittainvilliers-Vérigny entre 1800 y 2013 |
|                                                                               |

Los datos entre 1800 y 2013 son el resultado de sumar los parciales de las dos comunas que forman la nueva comuna de Mittainvilliers-Vérigny, cuyos datos se han cogido de 1800 a 1999, para las comunas de Mittainvilliers y Vérigny de la página francesa EHESS/Cassini. Los demás datos se han cogido de la página del INSEE.

## Composición
| Comuna delegada | Código INSEE | Población (2013) | Superficie (km²) | Densidad (hab./km²) |
| --------------- | ------------ | ---------------- | ---------------- | ------------------- |
| Mittainvilliers | 28254        | 508              | 11.72            | 43                  |
| Vérigny         | 28402        | 302              | 13.04            | 23                  |